# StarLeaf
StarLeaf war ein globales Softwareunternehmen, das Videokonferenz- und Kollaborationssoftware, Cloud-basiertes Messaging, Meetings und Anrufe für Geschäftsanwender bereitstellte. StarLeaf ermöglichte es Menschen, sich über ihre Desktop- und Mobilgeräte sowie über proprietäre StarLeaf- und Drittanbieter-Konferenzraumsysteme zu treffen und zusammenzuarbeiten. Das Unternehmen hatte seinen Hauptsitz in der Nähe von Watford, Großbritannien, und verfügte über Niederlassungen in ganz Europa, Amerika und Australasien. Die deutsche Niederlassung befand sich in Hamburg (StarLeaf GmbH). 
Die Nutzung von StarLeaf stieg zwischen Januar und April 2020 um über 1.000 %, da weltweite Lockdowns zu einem dramatischen Anstieg der Arbeit im Home Office führten. Am 9. Juni 2022 meldete StarLeaf Ltd. Insolvenz nach britischem Recht an. Der deutsche Betrieb wurde im Oktober 2022 eingestellt.

## Geschichte
StarLeaf wurde 2008 von Mark Loney, Mark Richer und William MacDonald gegründet. 
StarLeaf entwickelte zunächst einen Telepräsenz- und Videokonferenzdienst, der eine Reihe von persönlichen und Gruppen-Telepräsenz-Endpunkten bot, die über eine dedizierte Vor-Ort-Telefonanlage verbunden waren.
Im Jahr 2013 startete das Unternehmen StarLeaf Cloud, ein im Eigenbesitz befindliches, globales Netzwerk mit regionalen Präsenzpunkten, das StarLeaf-Endpunkte mit dem PSTN-Netzwerk verband. Im selben Jahr ermöglichte die Einführung des StarLeaf Breeze-Softwareclients den Teilnehmern, an StarLeaf-Meetings von Laptops (Windows, Mac OS und Linux), Smartphones und Tablets (iOS und Android) sowie von einer Reihe persönlicher StarLeaf-Bildtelefone und Besprechungsraumsysteme teilzunehmen.
2015 führte StarLeaf ein dediziertes Raumsystem für Skype for Business/Microsoft UC ein, das später auf Microsoft Teams ausgeweitet wurde. Im Februar 2017 ging Starleaf eine Partnerschaft mit ShoreTel ein, um dessen Videokonferenzfunktionen auf seiner Connect UC-Plattform zu verbessern. Die mobile StarLeaf App (2017) gab Benutzern die Möglichkeit, von einer einzigen Android- oder iOS-App aus zu chatten, Sprach- und Videoanrufe zu tätigen und an Meetings teilzunehmen. File-Sharing über die App kam 2018 hinzu. StarLeaf kündigte eine Partnerschaft mit Poly im Jahr 2020 an, um StarLeaf-Dienste auf Poly-Konferenz- und Besprechungsraumsystemen verfügbar zu machen. StarLeaf war einer von mehreren globalen Videokonferenzanbietern, die 2020 während der COVID-19-Pandemie kostenlose Dienste anboten.

## Technologie
StarLeaf war als SaaS (entweder in der StarLeaf Cloud oder als privater Cloud-Service gehostet) mit der Option verfügbar, Raumsysteme von StarLeaf und Drittanbietern hinzuzufügen.

### SaaS
Der Desktop-Software-Client und die mobile App von StarLeaf boten die gleiche Funktionalität: HD-Videoanrufe, Durchführen von Videokonferenzen sowie Audioanrufe und Instant Messaging. Benutzer konnten sich mit Kontakten innerhalb und außerhalb ihrer Organisation treffen, mit ihnen kommunizieren und externe Kontakte zu StarLeaf einladen.
Zusätzliche Videokonferenz- und Anruffunktionen umfassten unscharfe und virtuelle Hintergründe, Unterdrückung von Hintergrundgeräuschen, Anwesenheitserkennung, bidirektionale Desktop- und Bildschirmfreigabe, Dateifreigabe (einschließlich PDF-, PPT- und DocX-Dateien), Audio- und Videoaufzeichnung und das Hinzufügen von Teilnehmern zu Live-Konferenzen. StarLeaf-Meetings hatten eine Kapazität für bis zu 100 Teilnehmer und unterstützten Live-Webcast-Streams für bis zu 3.000 Zuschauer. Instant Messaging bei StarLeaf unterstützte Chatgruppen, die öffentlich und durchsuchbar oder privat sein konnten.

### Raumsysteme
StarLeaf war mit einer Reihe von Systemhardware für Besprechungsräume kompatibel, einschließlich proprietärer und Drittanbieter-Geräte. Die StarLeaf MultiJoin-Funktion ermöglichte es Menschen, Meetings in StarLeaf-Räumen über eine Reihe verschiedener Meeting- und Kollaborationsplattformen beizutreten. StarLeaf unterstützt die Registrierung von SIP- und H.323-Endpunkten.

### Plattform
Anrufe über StarLeaf waren verschlüsselt und das Unternehmen war seit 2019 nach ISO/IEC 27001 zertifiziert. StarLeaf bot über sein weltweites Netzwerk von 15 Präsenzpunkten eine branchenführende Verfügbarkeitsgarantie von 99,999 % (effektiv nicht mehr als 5,5 Minuten ungeplante Ausfallzeit pro Jahr). Kunden hatten die Kontrolle darüber, wo StarLeaf die Daten ihrer Organisation speichert (Datenhoheit).